# Adaptador para telefone analógico

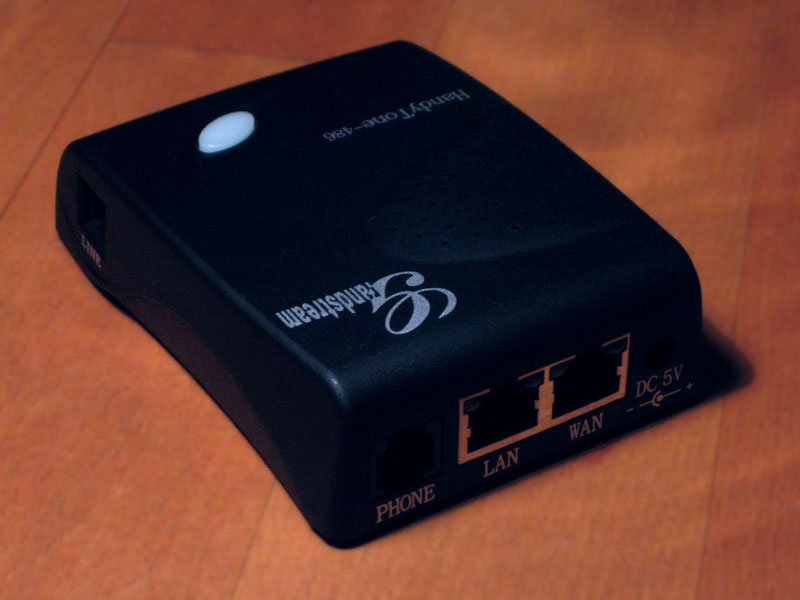
Adaptador de telefone analógico HandyTone 486

Adaptador de Telefone Analógico, conhecido pelo acrónimo ATA, é um aparelho que permite realizar chamadas de Voz sobre IP a partir de um telefone comum, conectado a um modem com acesso à Internet de banda larga.
No caso de ambientes corporativos, o ATA pode estar ligado a um PABX.